# جيرهارد شريدر
جيرهارد شريدر (بالألمانية: Gerhard Schrader)‏ هو كيميائي ألماني، ولد في 25 فبراير 1903 في Bortfeld ‏ في ألمانيا، وتوفي في 10 أبريل 1990 في كروننبرغ ‏ في ألمانيا.